# Campanha Internacional para a Eliminação de Minas

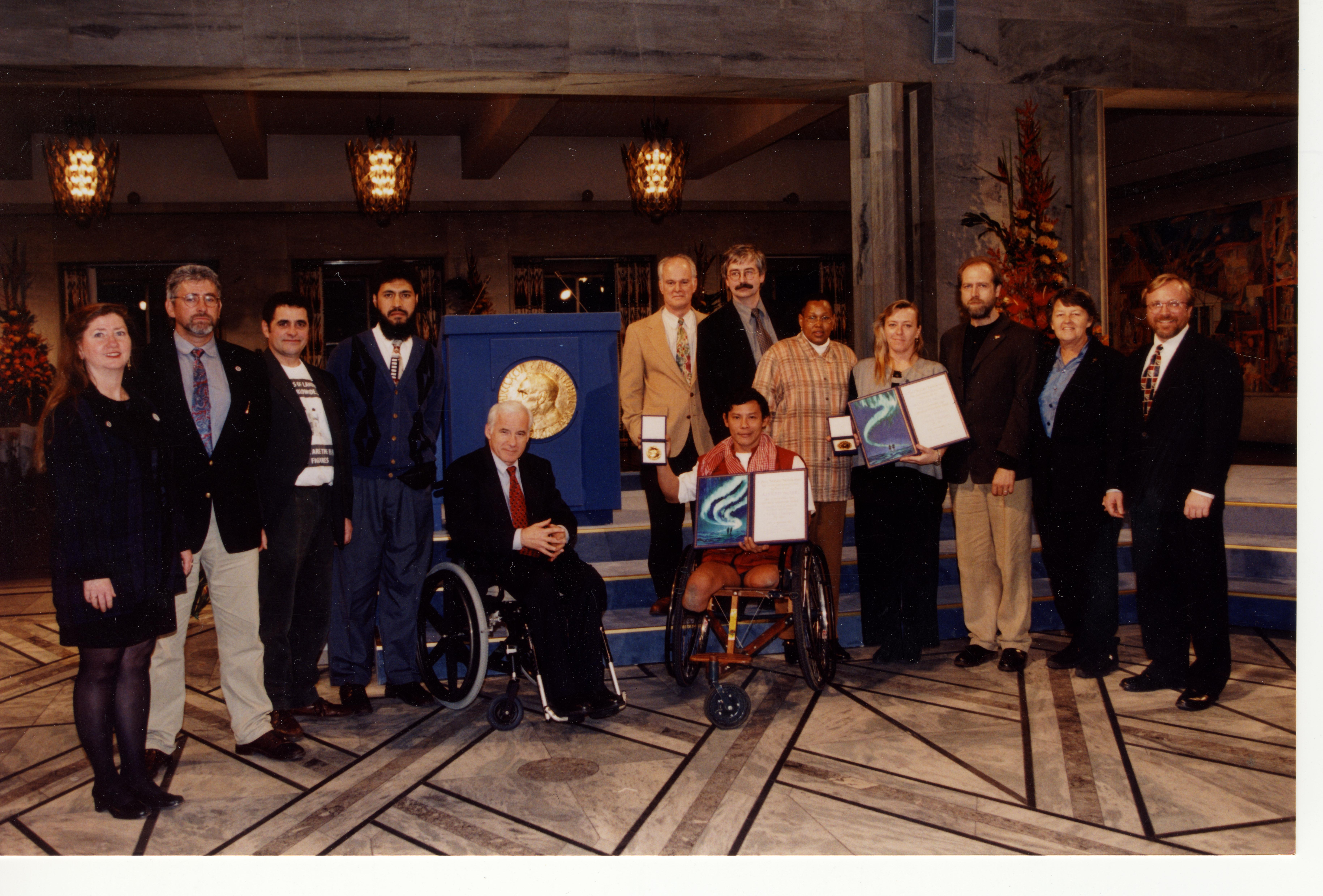
Campanha Internacional para a Eliminação de Minas no Prêmio Nobel da Paz, 1997

A Campanha Internacional para a Eliminação de Minas, em inglês International Campaign to Ban Landmines (ICBL), é uma coalizão de mais de 1200 organizações não-governamentais em 90 países. Seu objetivo é a proibição total da produção e uso das minas terrestres.
A ICBL e sua coordenadora, Jody Williams, receberam em 1997 o Nobel da Paz.